# Liberty (Kentucky)
Liberty város az Amerikai Egyesült Államok Kentucky államában, Casey megyében, melynek megyeszékhelye is. Lakosainak száma 2028 fő (2020. április 1.).

## Népesség
A település népességének változása:

| 2010 | 2 168 |
| 2020 | 2 028 |